# Ghīās̄ Kolā
Ghīās̄ Kolā (persiska: غياث كُلا) är en ort i Iran.   Den ligger i provinsen Mazandaran, i den norra delen av landet, 140 km nordost om huvudstaden Teheran. Antalet invånare är 556.
Terrängen runt Ghīās̄ Kolā är mycket platt, och sluttar norrut. Runt Ghīās̄ Kolā är det tätbefolkat, med 286 invånare per kvadratkilometer. Närmaste större samhälle är Babol, 14,9 km öster om Ghīās̄ Kolā. Trakten runt Ghīās̄ Kolā består till största delen av jordbruksmark.